# Het goud van Peru
Het goud van Peru is een hoorspel van Sjoerd Leiker. De NCRV zond het uit op vrijdag 25 december 1970. De regisseur was Johan Wolder. De uitzending duurde 48 minuten.

## Rolbezetting
- Wim de Haas (Don Luis)
- Stanley Cras (Coutimbu, een Indiaanse bediende)
- Carole Francis (Maria, zijn vrouw)
- Paul van der Lek (Antonio Raimondi, een archeoloog)
- Eric Schuttelaar (Steffen Leeds, een geoloog)
- Sacco van der Made (Alonso Osorio, bijgenaamd El Rapapelo)
- Donald de Marcas (de inleider)

## Inhoud
Hoog in de Andes - in een vervallen oud mijnwerkersdorpje - woont een amateur-oudheidkundige, Don Luis. Hij is al op leeftijd. In zijn met tralies afgeschermde kelder bewaart hij zijn gevonden schatten, afkomstig uit Inca-tempels. Hij is wel een amateur, maar heeft het in menig opzicht verder gebracht dan wetenschappelijke speurders die sporadisch doordringen in de ontoegankelijke moerassen en oerwouden. Wanneer de buitenwereld van zijn zeldzame vondsten hoort, ondernemen twee geleerden de riskante reis naar zijn dorp, waar zij op kerstavond aankomen. De dorpelingen treffen voorbereidingen voor de nachtmis. Don Luis ontvangt zijn gasten. Zijn mededeelzaamheid en de te goed gevulde glazen worden hem noodlottig…